# Божена Срнцова
Божена Срнцова (чеськ. Božena Srncová, 11 червня 1925, Прага — 30 листопада 1997, Семіли, Ліберецький край) — чехословацька гімнастка, олімпійська чемпіонка.

## Біографічні дані
На Олімпіаді 1948 Божена Срнцова зайняла 1-ше місце в командному заліку. В індивідуальному заліку вона зайняла 8-ме місце. Також зайняла 4-те місце у вправах на кільцях і вправах на колоді, і була 41-ю в опорному стрибку.
На Олімпіаді 1952 Божена Срнцова зайняла 3-тє місце в командному заліку. В командних вправах з предметами зайняла 6-те місце. Також зайняла 20-те місце на брусах, 21-ше — у вправах на колоді, 61-ше — у вільних вправах і була 33-ю в опорному стрибку.